# Плоскохвостая черепаха
Плоскохвостая черепаха, или капидоло (лат. Pyxis planicauda) — вид сухопутных черепах. Обитает только на очень небольшом участке острова Мадагаскар. Малоизученный вид, его численность сокращается.

## Описание

### Внешний вид
Одна из самых мелких современных сухопутных черепах, длина её панциря не более 12,5 см. Взрослые особи внешне похожи на паучью черепаху, но отличаются от неё более вытянутым панцирем без эластичной связки на пластроне. Карапакс как бы разделён на три доли: в среднем ряду щитки плоские и горизонтальные, а по бокам — с круто опущенными краями. В центре каждого из щитков есть жёлтые или светло-коричневые пятна, окружённые широкими чёрными полосами, повторяющими форму щитков. Эти полосы пересекаются светлыми лучеподобными полосами. Краевые щитки украшены светлыми вертикальными полосами. Пластрон светлый. Голова чёрная или тёмно-коричневая, а лапы жёлтые. Хвост уплощенный, имеет большой ногтевидный вырост (отсюда и название вида). У самцов анальное отверстие находится почти на самом конце хвоста.
Молодые особи имеют округлый панцирь и гораздо более яркую, чем у взрослых, окраску. Их краевые щитки немного зазубрены. Под ноздрями у молодых капидоло есть ярко-жёлтая полоса.

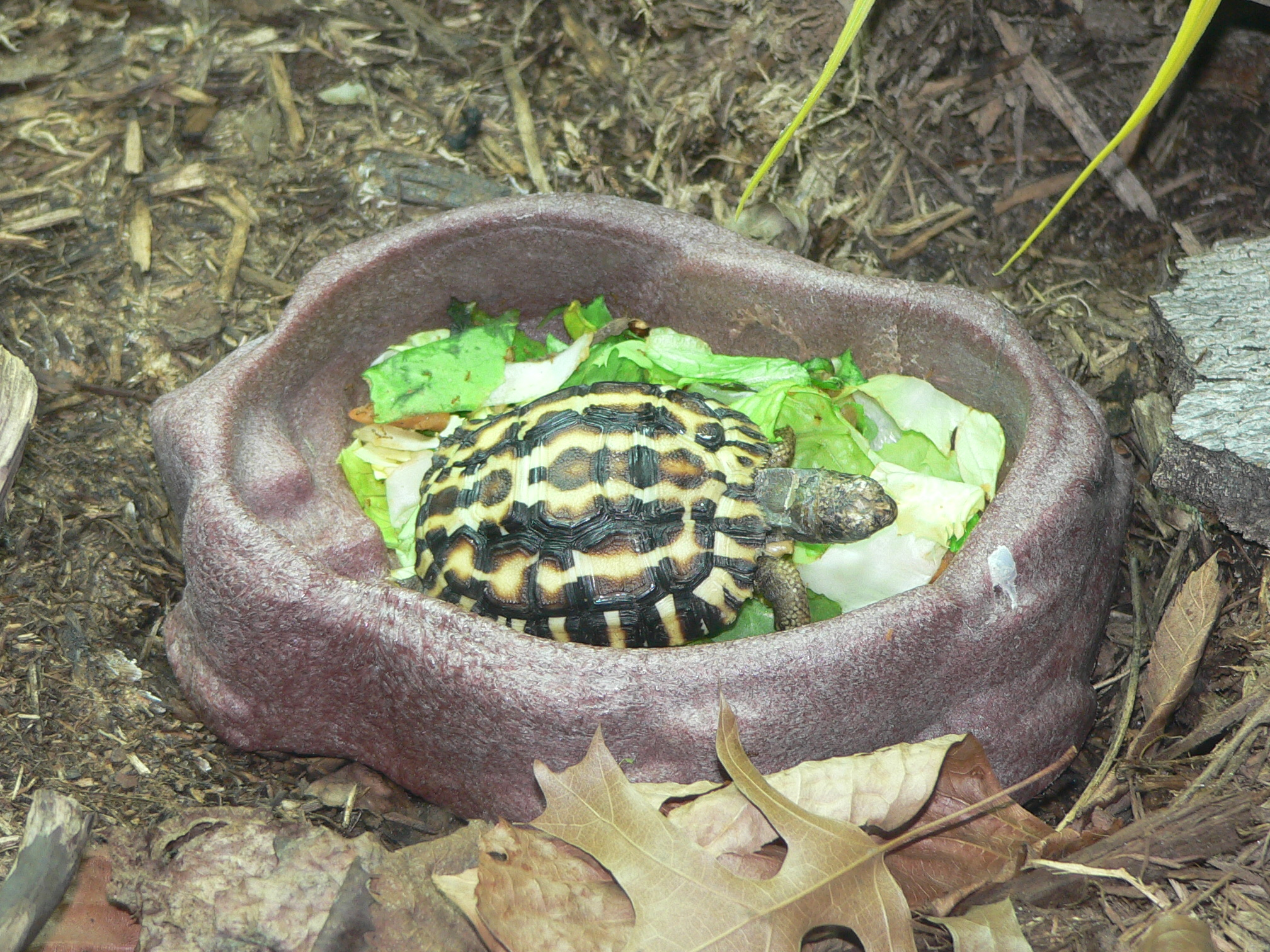
Молодая особь

### Распространение и среда обитания
Эндемик Мадагаскара. Обитает исключительно в лесной области центрально-западного побережья Андраномена неподалёку от города Мурундава. Общая площадь ареала плоскохвостой черепахи не более 100 км².
Обитает на аридных и полуаридных территориях.

### Поведение
Летом,  во время засушливого сезона,  зарывается в землю. Активизируется с наступлением сезона дождей. Пики активности плоскохвостой черепахи приходятся на 6—8 утра и 17—18 вечера. В облачные дни и во время дождей активны весь день.

### Питание
Растительноядна.

### Размножение
Черепаха откладывает одно крупное яйцо размером 25—30 на 33—35 мм и массой до 15—20 г, которое зарывает глубоко в грунт. Число кладок в год неизвестно.

## Плоскохвостая черепаха и человек
Плохо изученный вид. Численность сокращается из-за разрушения мест обитания.
Нуждается в разработке мер охраны. Есть планы по созданию заповедника в лесу Андраномена.